# Мастер Нарбоннского парамана
Мастер Нарбоннского Парамана (Мастер Парамана; фр. Maître du Parement de Narbonne) — анонимный художник, автор напрестольной пелены (алтарного антепендиума) из кафедрального собора Сен-Жюст в Нарбонне, в настоящее время экспоната в Лувре.

## Мастер Парамана и его произведения
Мастер Нарбоннского Парамана, часто называемый более кратко Мастер Парамана — имя, данное неизвестному художнику, который работал во Франции в конце XIV — начале XV вв. Относится к художникам, работавшим в стиле «интернациональной готики». Имя дано по главному произведению художника — алтарному шелковому украшению, происходящему из кафедрального собора Сен-Жюст в Нарбонне.
Нарбоннский параман выполнен на шёлковой полосе, размером 2,86 м х 77,5 см, чёрными чернилами (в технике гризайли). На алтарном украшении изображены сцены из Страстей и Воскресения Христа: поцелуй Иуды, бичевание, несение креста, положение во гроб, сошествие Христа в ад и «Не прикасайся ко мне». По обе стороны от центральной сцены — распятия — изображены коленопреклонённые король Франции Карл V и его жена, Жанна Бурбонская. Присутствие супругов позволяет определить время создания парамана: между 1364 годом (женитьба Карла V) и 1378 годом (смерть Жанны Бурбонской). Изображение в один цвет было выбрано для антепендиума, так как его предполагалось использовать во время Великого поста.
Мастеру Нарбоннского парамана приписываются также миниатюры в некоторых манускриптах: Часослове Рене Анжуйского (Британская библиотека, Лондон), Прекрасном часослове Богоматери. По данным Британской библиотеки, Мастер Парамана — возможно, Жан Орлеанский, художник, который работал при французском королевском дворе между 1340 и 1407 гг.
Стиль Мастера Парамана имеет свою специфику. Фигуры людей изображены довольно реалистично, объёмно и в то же время изящны. Лица выразительны, а головы, как правило, несоразмерны, несколько увеличены. Майсс полагает, что художник находился под влиянием ранней итальянской живописи. Имеются параллели и с манерой чешских художников интернациональной готики. Влияние северной (возможно, фламандской живописи) проявляется в характерных чертах лиц персонажей. Обращение к технике гризайли и то, что фигуры помещаются в архитектурных нишах, указывают на знакомство с произведениями Жана Пюселя, работавшего в Париже в 1320-х годах.